# ستانلي أونيل
ستانلي أونيل (بالإنجليزية: Stanley O'Neal)‏ هو مسير أعمال أمريكي، ولد في 7 أكتوبر 1951 في رونوك في الولايات المتحدة.

## وصلات خارجية
- ستانلي أونيل على موقع مونزينجر (الألمانية)
- ستانلي أونيل على موقع إن إن دي بي (الإنجليزية)